# Slaveri i Iran

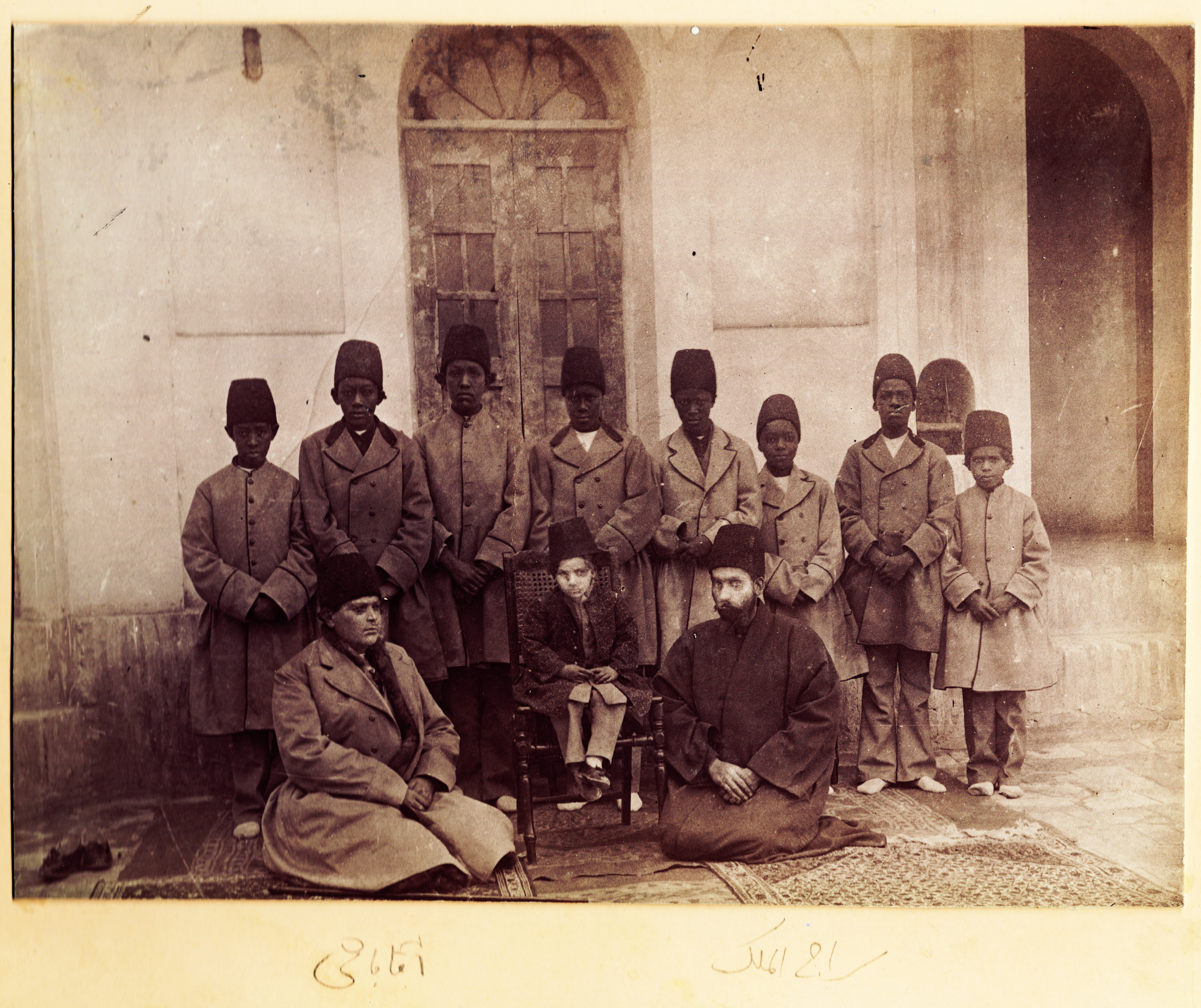
Masoud-Mirza-Zell-e-Soltan

Slaveri i Iran har en lång historia, och är belagt från antiken fram till slaveriets avskaffande år 1929. 
Slaveri var ovanligt i det antika Persien under Akemeniderna, men blev vanligare under Sasaniderna. 
I det muslimska Persien förslavades människor från det icke muslimska Afrika liksom från det kristna Europa i Persien genom slavhandeln på Krim och den arabiska slavhandeln. Kvinnor var efterfrågade i haremen och kom till Persien genom bland annat slavhandeln på Krim och (sedan denna upphört 1783) som så kallade cirkassiska skönheter från Georgien och Armenien, medan afrikanska män var efterfrågade som haremsvakter och tjänare och kom till Persien genom den arabiska slavhandeln på Östafrika.
Efter det rysk-persiska kriget 1826–1828 ströps handeln med haremskvinnor från Kaukasus, Georgien och Armenien, och genom britternas bekämpande av den arabiska slavhandeln i Indiska Oceanen minskade även importen av slavar från Afrika från 1870-talet, även om denna inte helt upphörde. Slaveriet avskaffades slutligen i Iran år 1929.